# 九族 (族制)

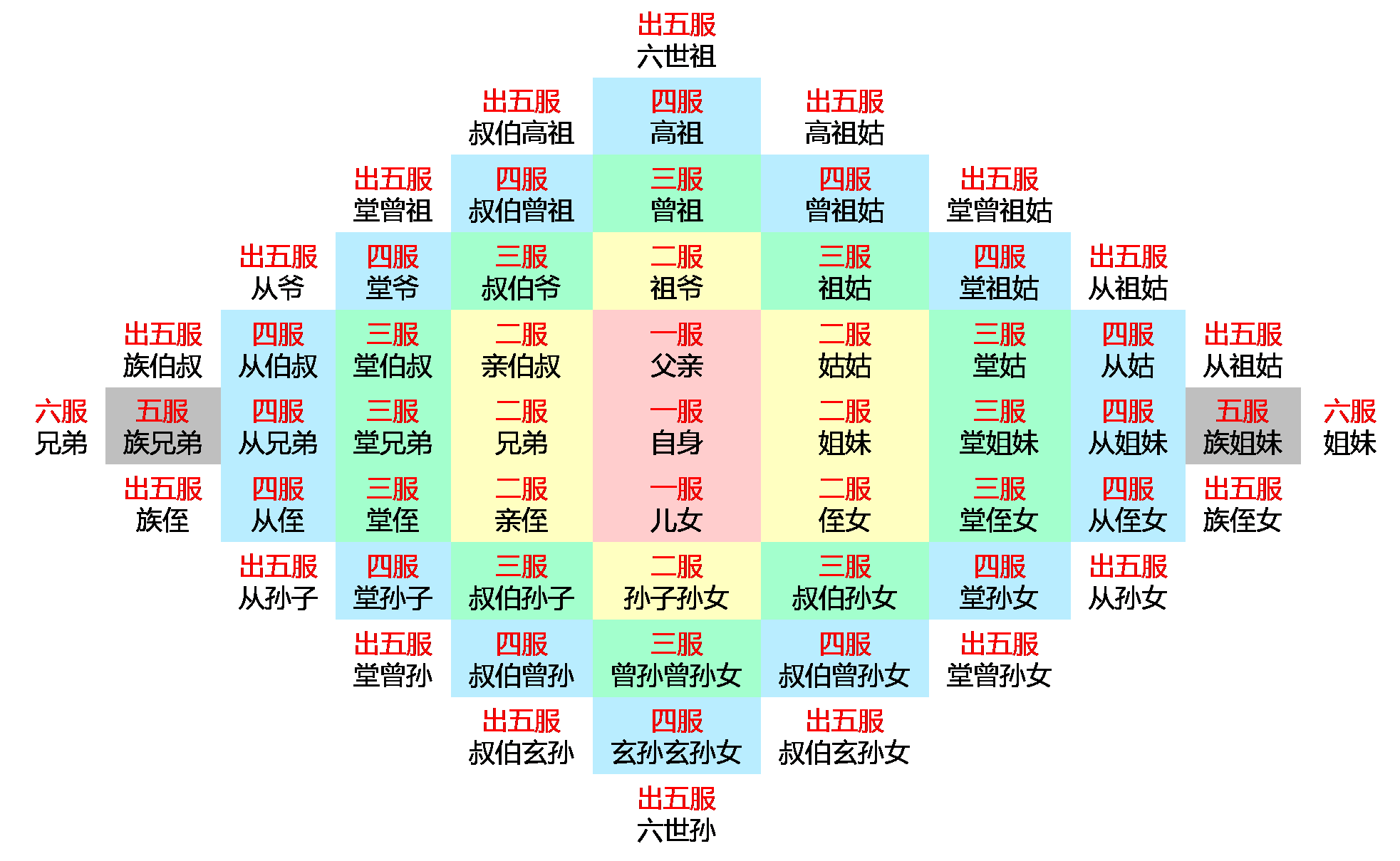
九族五服圖

九族為與己身有關連的九組(個)人物。不同訓詁之作對九族有不同定義。

## 詞源
九族一詞最早見於《尚書》及《左傳》。估算九族的概念不早於周朝形成。

## 定義
古代對九族的釋義是用於解釋《尚書》「以親九族，九族既睦，平章百姓。」主要分兩大派系，分別為經古文家說(同宗九代說)及經今文家說(父四母三妻二)。

### 父四母三妻二說
根據《白虎通義》父姓一，父親的姐妹及其子二，己身的姐妺及其子女為三，己身的女兒為四。這是父族四。母族三族，母親的父母為一，母親的兄弟為二，母親的姐妹為三。妻子有兩族。妻子父親為一，妻子母親為二。
按呂思勉《中國通史》說法，父姓一族指父姓五服之內。
五服制度與九族關係甚密。五服為古代喪服制度，為五種不同重量的喪服，對應於不同親屬亡故而穿戴。原文《禮記》對五服描述繁瑣，未必為實際情況。(禮學思想的新探索)
許慎按：「《禮》云『緦麻三月以上服，恩之所及也』。禮為妻父母有服，明在九族中
也。九族不得但施同姓。」
父族四者，謂父之姓為一族，父女昆弟適人者子為二族，己女昆弟適
人者子為三族，己女適人者子為四族。母族三者，母之父母為一族，母之昆弟為二族，
母之女昆弟為三族，在外親，故合言之也。妻族二者，妻之父為一族，妻之母為二族，
妻之親略，故父母各為一族。
歐陽生，大小夏侯氏之說對母族三釋義略有不同。以母之父姓為一族，母母姓為一族，母之兄弟及其子女為一族。

### 同宗九代說
亦另有說法指九族為高祖至玄孫的上下九代人並各代人之兄弟。
鄭玄駮曰：「按《小記》云『親親以三為五，以五為九』。以此言之，高祖至玄孫明
矣。」
王朗《論喪服書》曰：「鄭玄云：『兄弟猶曰族親也，無所不關之辭也。』吾以為古學
以九代之親為九族，謂兄弟者，亦九代兄弟也。凡屬乎父道者則父之兄弟，在乎祖道則
祖之兄弟，在乎子道則子之兄弟，在乎孫道則孫之兄弟。故族親亦可謂為兄弟也。」
此說被質疑九世同為一族，而非九族。

### 九為虛數說
現代史學家認為「九族」之「九」為虛數，意指多。《尚書》「以親九族，九族既睦，平章百姓。」之中九與百皆為虛數。而族則指氏族或宗族。

## 意義
九族用以判別親疏，君子對九族之人應加以親近。儒家認為愛有親疏遠近之別，君子應對人民仁愛而不親近，但對侍親族之人則要多加親近。孟子曰：「親親而仁民，仁民而愛物。」《尚書》曰：「以親九族，九族既睦，平章百姓。」
此外，古代刑罰有誅九族，誅殺犯罪者的九族。

## 誅九族
誅九族為古代刑罰之一，將犯罪者九族誅殺，惟有時在九族內亦未必被殺。